# Nicolai von Himsel

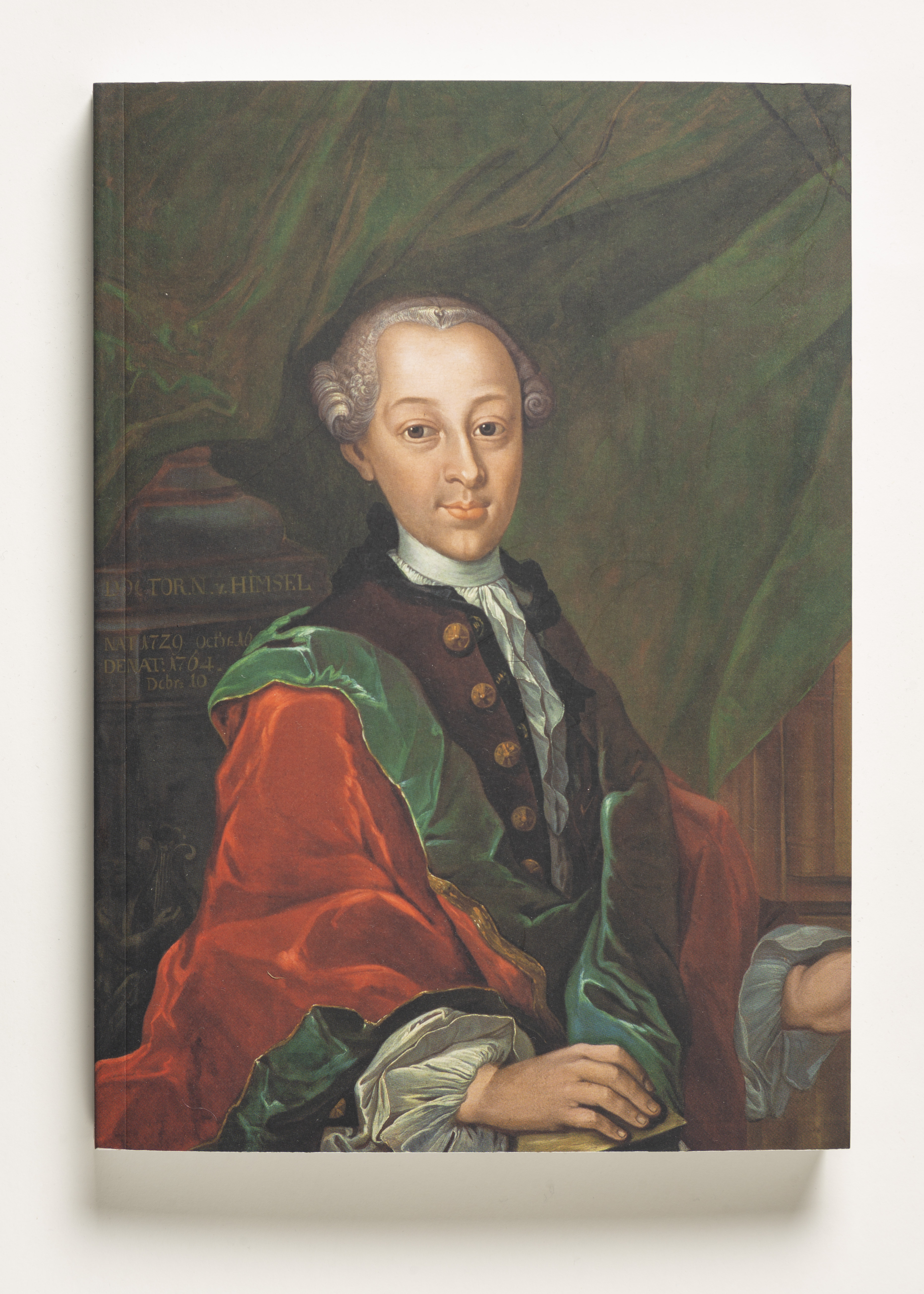
Nikolaus von Himsel

Nicolai von Himsel (auch Nikolaus Himsel, Nikolaus von Himsel; * 16. Oktober 1729 in Riga; † 10. Dezember 1764 ebenda) war ein Arzt, Bibliophiler und Sammler deutsch-baltischer Herkunft. Die naturkundlichen und künstlerischen Objekten seiner Sammlungen bildeten den Grundstock des 1773 eröffneten Himsel-Museum gegründet, das erste Museum im Baltikum und eines der ältesten in Europa.

## Leben
Nikolaus von Himsel wurde als Sohn von Joachim Gebhart Himsel (1701–1751), dem Stadtphysicus von Riga, und seiner Frau Anna Catharina Himsel, geb. Martini (1707–1775), geboren. Anna Catharina entstammte einer alteingesessenen Rigaer Bürgerfamilie mit mehreren Generationen von Ärzten und Apothekern. So war die Familie von Nikolaus Himsel mit prominenten Rigaer Stadtherren und Patrizierfamilien verbunden.
Die Familie verfügte über eine ausgezeichnete eigene Bibliothek mit Werken in unterschiedlichen Sprachen sie ermöglichte Nikolaus Himsel eine gute Ausbildung zuhause, bevor er Schüler an der Domschule zu Riga wurde. Nach dem Besuch dieser Schule nahm er zunächst das Studium an der Albertus-Universität Königsberg auf, danach studierte er an der Universität Göttingen. Dort promovierte er bei dem Naturforscher Albrecht von Haller (1708–1777) zum Doktor der Medizin. Seine Dissertation trug den Titel De victu salubri ex animalibus et vegetabilibus temporando („Über eine gesunde Ernährung nach tierischer und pflanzlicher Erfahrung“).
Nach seiner Dissertation begann er eine fünfjährige Europareise. Sie führte ihn nach Preußen, Holland, Belgien (damals: österreichische Niederlande), Frankreich, Italien, die Schweiz, die süddeutschen Kleinstaaten, das Habsburgerreich (Österreich), England, die deutschen freien Hansestädte (Hamburg, Bremen, Lübeck), Dänemark, Schweden und dem russischen St. Petersburg. In seinen Reiseaufzeichnungen hielt er neben Entdeckungen aber auch eine Vielzahl einheimischer Bräuche fest.

## Die Himselschen Tagebücher
Diese Reisetagebücher verteilen sich auf drei Bände und werden als immer noch unveröffentlichtes Manuskript in der Akademischen Bibliothek der Universität Lettlands aufbewahrt.
Seine Interessen waren dabei breit gefächert. Als Mediziner lag sein Interesse zwar bei Krankenhäusern oder Hospizen, Apotheken, Altersheimen, Waisenhäusern und Bildungseinrichtungen. Er besuchte und beschrieb auch Arsenale, Werften, Manufakturen, Bergwerke und Anlagen und Methoden zur Metallverhüttung. Seine Interessen lagen aber auch bei den politischen Systemen der jeweiligen Länder, bei Malerei, Musik, Theater und Literatur. Dabei besuchte er Gemäldegalerien, Bibliotheken, naturkundliche und naturhistorische Sammlungen und botanische Gärten. Auf seinen Reisen traf Himsel einige der bedeutendsten Wissenschaftler seiner Zeit, darunter den berühmten schwedischen Botaniker Carl Linnaeus und den französischen Aufklärer Jean-Jacques Rousseau. Eine weitere Besonderheit seiner Aufzeichnungen war die detaillierte Beschreibungen des Geldsystems aller besuchten Ländern.
Auf nach seiner Rückkehr nach Riga 1757 und seiner Ernennung zum Stadtphysikus von Riga widmete er sich weiterhin unter großen zeitlichen Aufwand der Wissenschaft und betrieb auch weiterhin Briefwechsel mit bekannten Wissenschaftlern. 1760 erfolgte seine Aufnahme in die Royal Society. Bei einem Patientenbesuch steckte sich der, inzwischen geadelte, Nikolaus von Himsel mit einer Fiebererkrankung an, an der am 10. Dezember 1764 starb.
Nach seinem Tod vermachte seine Mutter Anna Katherina Himsel den Nachlass gemäß der testamentarischen Bestimmungen ihres Sohnes der Stadt Riga. Diese Sammlung umfasst jedoch nicht nur die Objekte, die ihr Sohn während seiner Reise- und Forschungstätigkeit gesammelt hatte, sondern auch die Sammlungen ihres Vaters und Großvaters. Am 22. Dezember 1773 nahm die Stadt diese Schenkung offiziell an und brachte sie in den Räume des Anatomietheaters in der Kalēju-Straße 34/36, die Räumlichkeiten erhielten den Namen Himselsches Museum. Die Büchersammlung mit etwa 3400 Exemplaren ging in den Besitz der Stadtbibliothek Riga über.

### Das Himsel-Museum
Dieses Museum beherbergte eine umfangreiche und vielfältige Sammlung. Sie umfasste neben Sammlungen über naturkundliche Objekte und Mineralien auch anatomische Präparate, optische und physikalische Instrumente. Einige Objekte wie Mineralien, Besteck, Geschirr und Schuhe aus Holz sowie einige Gemälde, Stiche und Figuren sind bis heute erhalten. Leider ist nicht mehr nachvollziehbar, welche Gegenstände zum Ursprungsinventar gehörten und welche Objekte später erworben worden sind.
1860 wurden die naturkundlichen Objekten der Sammlungen des Himelsschen Museums an den Naturforscher-Verein zu Riga übertragen, die antiken Objekte übernahm 1862 die Rigaer Gesellschaft für Geschichte und Altertum. Die Kunstsammlung des Himsel-Museums wurde Teil der Städtischen Gemäldegalerie Riga. Nach der Teilung blieben alle Sammlungen im Besitz der Stadt und erhielten eine spezielle Etiketten mit der Aufschrift Himselsches Museum.
Heute sind die Sammlungen des früheren Himselschen Museums auf mindestens drei Museen in der Stadt Riga verteilt, dem Museum für die Geschichte Rigas und der Schifffahrt, dem Lettischen Nationalen Kunstmuseum und dem Lettischen Nationalen Museum für Naturgeschichte.

### Gedenken

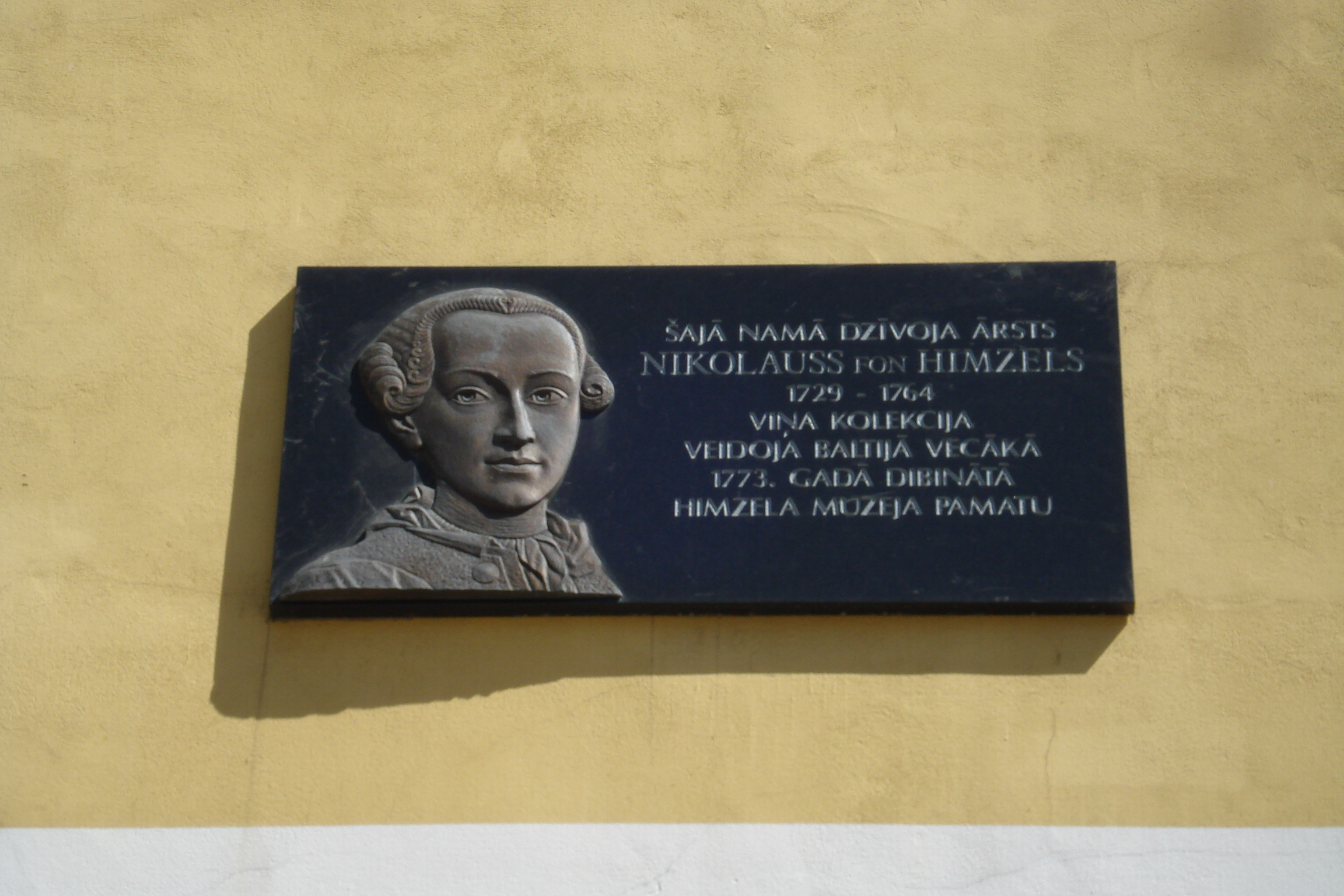
Plakette am ehemaligen Wohnhaus

Am ehemaligen Wohnhaus der Familie Himsel in der Mazā Jauniela Nr. 5 in Riga wurde eine Erinnerungstafel an Nikolaus von Himsel angebracht.